# 궁칭청시

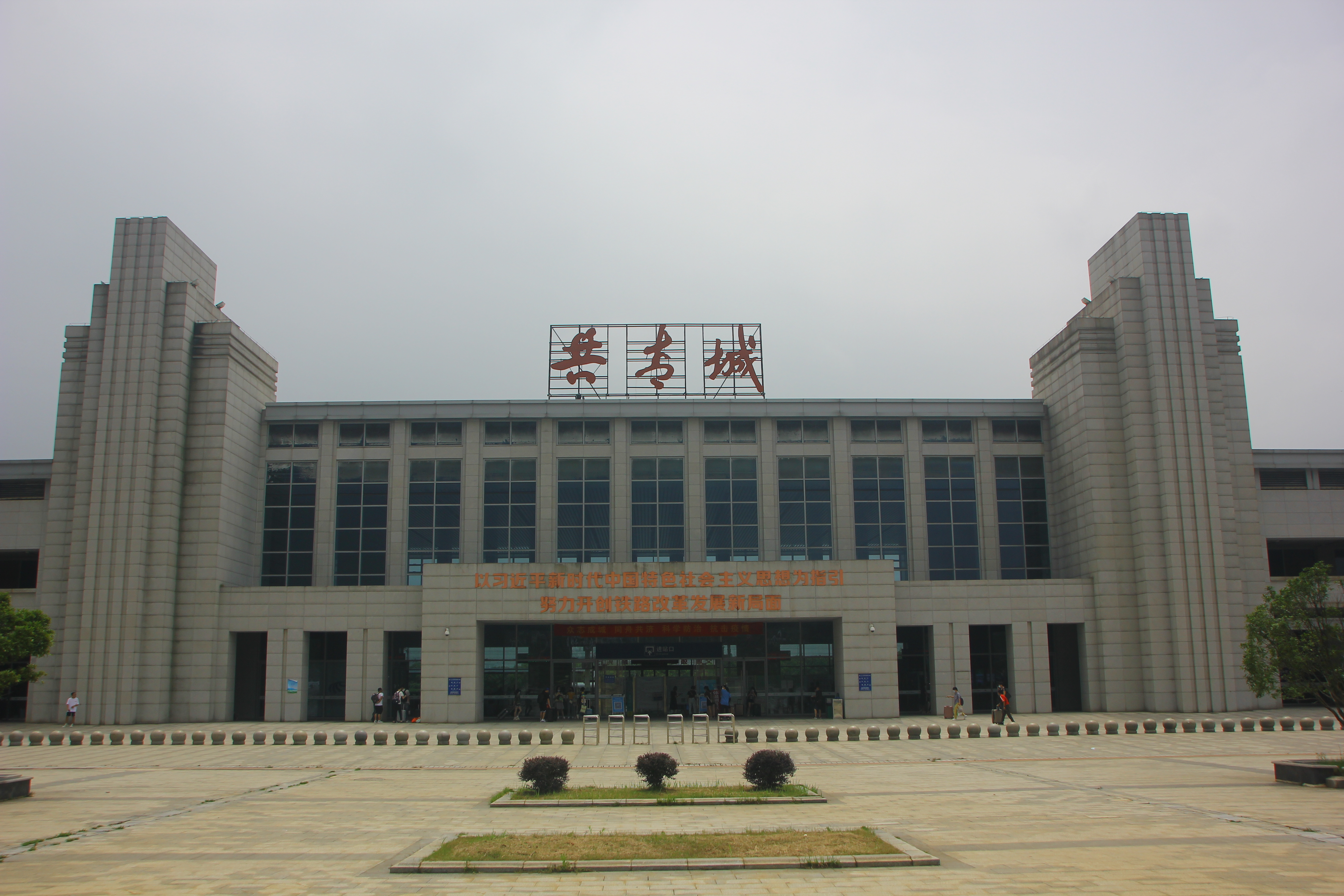

궁칭청시(한국어: 공청성시, 중국어: 共青城市, 병음: Gòngqīngchéng Shì)는 중화인민공화국 장시성 주장 시의 현급시로 면적은 193km2, 인구는 120,000명(2010년 기준)이다. 2010년 9월에 신설되었다. 도시 이름은 중국 공산주의 청년단(공청단, 共靑團)에서 유래된 이름이다.

## 행정 구역
1개 가도, 2개 진, 3개 향을 관할한다.
- 가도: 茶山街道
- 진: 甘露镇, 江益镇,
- 향: 金湖乡, 苏家垱乡, 泽泉乡